# Lista episoadelor din Dragon Ball Z
Aceasta este o listă cu episoadele din anime-ul Dragon Ball Z

## Lista Episoadelor

### Sezonul 1 (Saiyan Saga)
1. Mini-Goku este protejat peste masura! Ma numesc Gohan.
La 5 ani dupa evenimentele din Dragon Ball Son Goku si sotia lui, Chi-Chi, au un copil numit Gohan, dupa bunicul adoptiv al lui Goku. Ca aparitie Gohan seamana cu orice alt copil de varsta lui, dar are o coada in spate, precum tatal sau in evenimentele din Dragon Ball. Gohan poarta simbolic o palarie pe care este pusa Bila Dragonului cu 4 stele, mostenita de la bunicul lui Goku.
Intre timp, pe Pamant apare o noua amenintare. Este trimis un alien numit Raditz, care se denumeste Saiyan, si care isi cauta fratele Kakarot. Raditz introduce conceptul de Power Level (nivel de putere) in seriile Dragon Ball, ucigand un fermier dupa ce i-a calculat nivelul de putere cu ajutorul instrumentului sau special. Putin mai tarziu, acesta il intalneste pe Piccolo, un mare dusman al lui Goku, si isi da seama ca si acesta este de pe o alta planeta. Dupa ce i-a calculat nivelul de putere, 322, Raditz il provoaca la un duel si nici macar nu este clintit de cel mai puternic atac al lui Piccolo, Explosive Demon Wave. Raditz este gata sa-l ucida pe Piccolo, dar detecteaza nivelul de putere al lui Goku (aflat foarte departe) si pleaca, crezand ca acesta este sigur Kakarot.
2. Cel mai puternic luptator din istorie e fratele lui Goku!
3. OK! Asta e cea mai puternica combinatie din lume!
4. Asul din maneca al lui Piccolo! Gohan e un plangacios.
5. Goku moare! Mai avem o singura sansa!
6. Chiar si Enma este surprins! Lupta de pe celalalt taram
7. Antrenament cu dinozauri
8. Transformarea lui Gohan
9. Imi pare rau, Robot-san!
10.Gohan isi face un prieten
11.Saiyanii, cei mai mareti razboinici din Univers
12.Rapit pe Drumul Sarpelui
13.Goz si Mez
14.Ospitalitatea Printesei Sarpe
15.Evadarea din mainile lui Piccolo
16.Calvarul unor copii
17.Orasul fără viitor
18.Sfarsitul Drumului Serpentin
19.Lupta impotriva gravitatiei
20.Legenda Saiyaniilor
21.Saiyanii au ajuns in final pe Pamant
22.De necrezut! Saibaimanii, nascuti din sol
23.Yamucha moare! Teroarea Saibaimenilor
24.Ramas bun Ten-san! Strategia sinucigasa a lui Chaozu
25.Acesta este ultimul meu Kikoho
26.Iesirea violenta a lui Nappa
27.Lasa pe seama mea! Explozia de furie a lui Gohan
28.Sosirea lui Goku
29.Goku riposteaza
30.Goku vs. Vegeta
31.Goku vs. Vegeta... Un duel Saiyan!
32.Marea transformare a lui Vegeta!
33.Eroul din umbra
34.Ofensiva lui Kuririn
35.Batalia s-a sfarsit
36.Un nou obiectiv... Namek
37.In cautarea navetei spatiale a lui Kami-sama
38.Calatorie spre Namek! Teroarea ce asteapta!
39.Prieteni sau dusmani? Copiii de pe Misterioasa Nava Spatiala

### Sezonul 2
40.Captivati
41.Extraterestrii generosi. O Bila a Dragonului apare din senin!
42.Vanatoarea pentru Bila Dragonului
43.Chiar si Piccolo-san va invia!
44.Un nou inamic! Freeza, Imparatul Universului
45.Ambitiosul Vegeta! Eu sunt cel mai mare razboinic din Univers!
46.Freeza, cel fără mila
47.Un atac surpriza! Scouterele sunt tinta!
48.Gohan este in pericol! Razboinicul mortal, Dodoria
49.Dodoria moare in explozie! Socul de temut a lui Vegeta
50.Evadarea de pe Planeta Arzatoare! O Kamehameha de disperare
51.Vegeta are o Bila
52.Trecutul si viitorul
53.Surpriza lui Zarbon
54.Varstnicul Namekian
55.Inapoi de la limita mortii. Vegeta, omul miracol!
56.Misiunea lui Zarbon
57.O povara grea
58.Arma secreta a lui Freeza! Fortele Speciale Ginyu
59.O mare problema pentru Bulma
60.Incaierarea pentru Bilele Dragonului
61.Sosirea Fortelor Speciale Ginyu
62.Luptatorii de elita ai Universului
63.Mr. Guldo este furios
64.Recoome dezlantuit
65.Sa inceapa lupta!
66.Son Goku, legendarul Super Saiyan
67.Jheese si Butta il ataca pe Goku
68.Capitanul Ginyu intra pe campul de lupta
69.Forta incredibila
70.Abordarea lui Freeza
71.Goku este Ginyu si Ginyu este Goku
72.Chemarea Dragonului Etern
73.Gohan, invinge-ti tatal!
74.Capitanul Ginyu... Broasca

### Sezonul 3
75.Parola este Porunga
76.Reintoarcerea lui Piccolo
77.Fuziunea dintre Nail si Piccolo
78.O transformare de cosmar!
79.Gohan ataca!
80.Piccolo, Super-Namekul
81.Increderea de sine a lui Piccolo!
82.Transformarea a doua a lui Freeza
83.Freeza intra in lupta cu a treia transformare!
84.Decesul lui Dende
85.Cat am asteptat pentru acest moment!
86.Vegeta, mandria Saiyanilor moare!
87.Ultima batalie. Promit ca o sa te inving!
88.Inclestarea super-puterilor
89.Lauda lui Freeza
90.Son Goku, un curajos, un baiat minunat
91.Kamehameha in Kaio-Ken x20
92.O Super Genki Dama
93.Pastreaza-ti sansa de a traii!
94.Incredibila putere distructiva a Genki Damei
95.Son Goku, legendarul Super-Saiyan
96.Explozie de furie! Goku razbuna moartea fiecaruia
97.Distrugerea Planetei Namek!?
98.O sa fiu cel care va invinge! Un atac disperat
99.Apropierea distrugerii
100.Gohan se intoarce pe campul de lupta!
101.O ultima dorinta inaintea victoriei
102.Duel pe Planeta care dispare
103.Patosul lui Freeza
104.Infrangerea lui Freeza
105.Cea mai mare explozie de furie
106.Marea explozie a Planetei Namek! Goku dispare in spatiu
107.Goku este in viata!

### Sezonul 4
108.Intamplari teribile in ceruri! Garlic Jr. devine Kami!?
109.Teroarea cetei intunecate
110.Piccolo devine din nou rau
111.Lupta cu Piccolo
112.Apel de restaurare
113.Curs sinucigas
114.Kami-sama rupe pactul
115.Lumea se trezeste din cosmar
116.Sansa mica de victorie
117.Cererea in casatorie a lui Kirillin
118.Contraatacul lui Freeza, Tatal si Fiul
119.Tanarul misterios il asteapta pe Goku
120.Un alt Super Saiyan?
121.Bine ai venit, Goku!
122.Dezvaluirea misterului
123.Tehnica speciala a lui Goku
124.O sa-l depasesc pe Goku!
125.Testul cel greu al lui Goku
126.Ucigasii ce nu lasa urme
127.Super transformarea din furie a lui Goku
128.Prins intre boala si adversar
129.Maretia lui Vegeta! Trezirea sangelui de Super Saiyan
130.Secretul Doctorului Gero
131.Mai multi androizi?
132.In cautarea laboratorului Doctorului Gero
133.Cosmarul devine realitate
134.Ultima arma de a-l ucide pe Goku
135.Infatisare frumoasa si super putere
136.Nimeni nu-i capabil sa-i opreasca...
137.Rezolvarea lui Piccolo
138.Oamenii artificiali se apropie de Goku
139.Descoperirea nedorita

### Sezonul 5
140.Descoperirea unui ou demonic
150.Nasterea unui Super Namekian
151.Luptatorul silentios
152.Nr. 17 este inghitit
153.Sacrificiul
154.Renasterea Saiyanilor. Tatal si Fiul
155.Super Vegeta
156.In genunchi, Cell! Sunt Super Vegeta!
157.Mandrie periculoasa
158.Decizia lui Kirillin
159.Ultima defensiva
160.Nasterea Zeului Distrugerii, Cell
161.Vegeta trebuie sa plateasca!
162.Ascensiunea lui Trunks
163.Salveaza-ti tatal!
164.Trunks, omul care a trait intr-un infern
165.Jocurile lui Cell